# Melitaeini
Tribu
Sous-tribus de rang inférieur
- Euphydryina
- Chlosynina
- Phyciodina
- Melitaeina

Les Melitaeini sont une tribu de lépidoptères (papillons) de la famille des Nymphalidae et de la sous-famille des Nymphalinae.

## Systématique et taxinomie
La tribu des Melitaeini a été décrite par l'entomologiste anglais Edward Newman en 1870.
Elle fait partie de l'ordre des lépidoptères, de la famille des Nymphalidae et de la sous-famille des Nymphalinae.
Certains auteurs traitaient auparavant les actuels Melitaeini comme une sous-famille, sous le nom de Melitaeinae.
La phylogénétique moléculaire a permis d'élucider la position de la tribu des Melitaeini au sein des Nymphalinae, et a conduit à la diviser en quatre sous-tribus.

## Liste des taxons de rang inférieur
La tribu des Melitaeini comprend 23 genres, répartis dans quatre sous-tribus :
- Sous-tribu Euphydryina Higgins, 1978
  - Genre Euphydryas Scudder, 1872
- Sous-tribu Melitaeina Newman, 1870
  - Genre Gnathotriche C. & R. Felder, 1862
  - Genre Higginsius Hemming, 1964
  - Genre Melitaea Fabricius, 1807
- Sous-tribu Chlosynina
  - Genre Chlosyne Butler, 1870
  - Genre Dymasia Higgins, 1960
  - Genre Microtia Bates, 1864
  - Genre Poladryas Bauer, 1975
  - Genre Texola Higgins, 1959
- Sous-tribu Phyciodina Higgins, 1981
  - Genre Anthanassa Scudder, 1875
  - Genre Antillea Higgins, 1959
  - Genre Atlantea Higgins, 1959
  - Genre Castilia Higgins, 1981
  - Genre Dagon Higgins, 1981
  - Genre Eresia Boisduval, 1836
  - Genre Janatella Higgins, 1981
  - Genre Mazia Higgins, 1981
  - Genre Ortilia Higgins, 1981
  - Genre Phyciodes Hübner, 1819
  - Genre Phystis Higgins, 1981
  - Genre Tegosa Higgins, 1981
  - Genre Telenassa Higgins, 1981
  - Genre Tisona Higgins, 1981

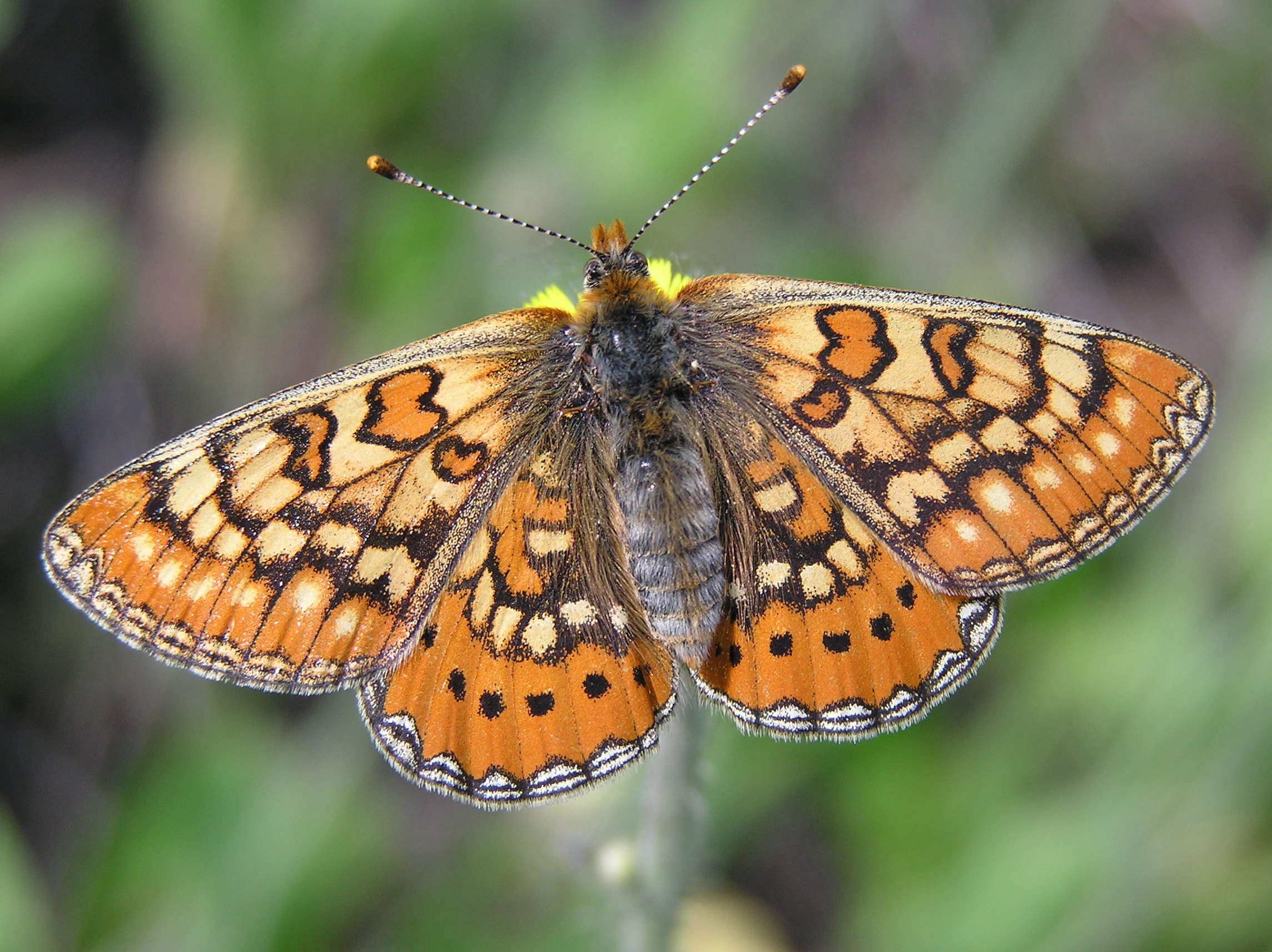
Euphydryas aurinia
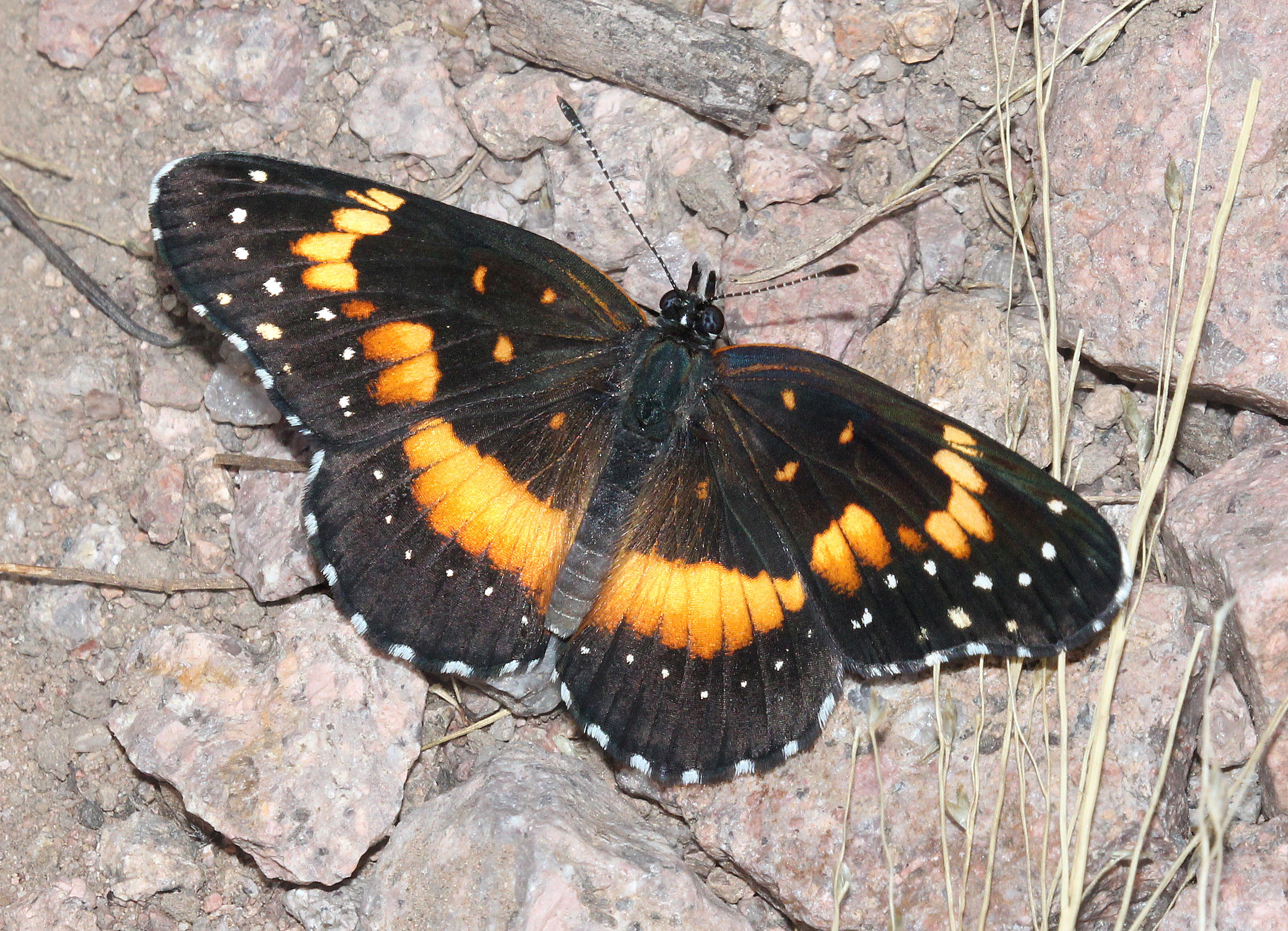
Chlosyne lacinia
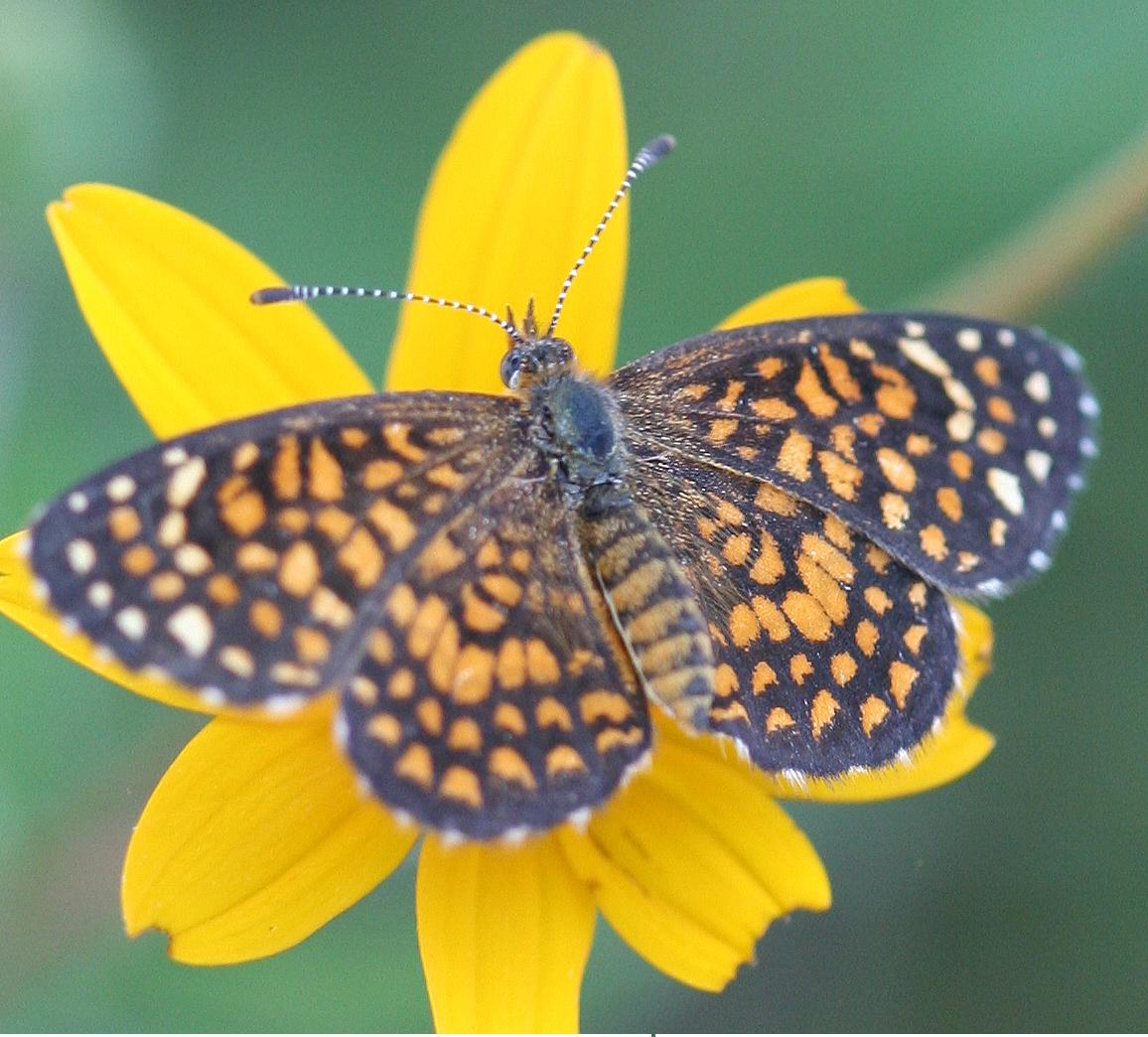
Texola elada
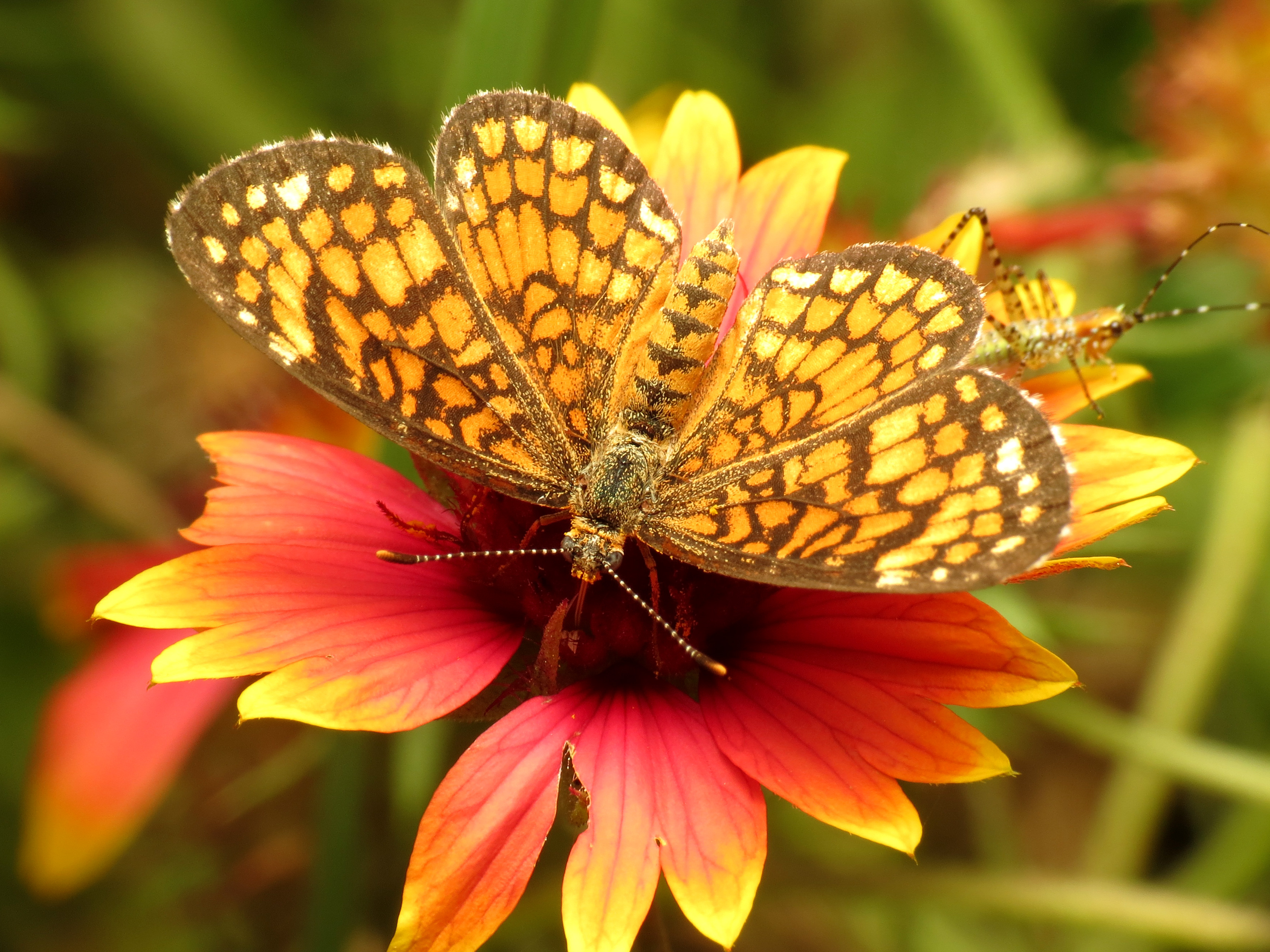
Dymasia dymas
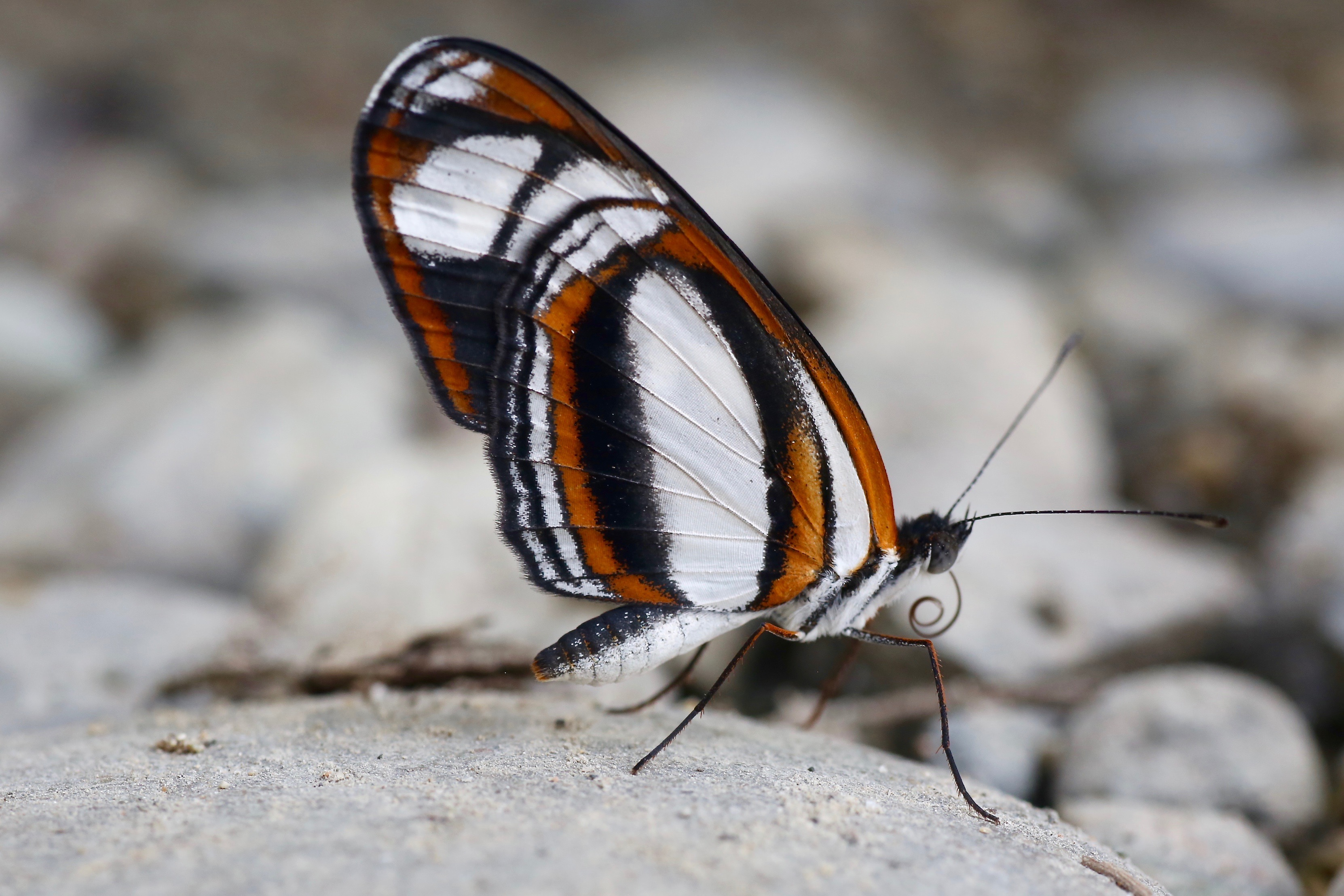
Eresia nauplius
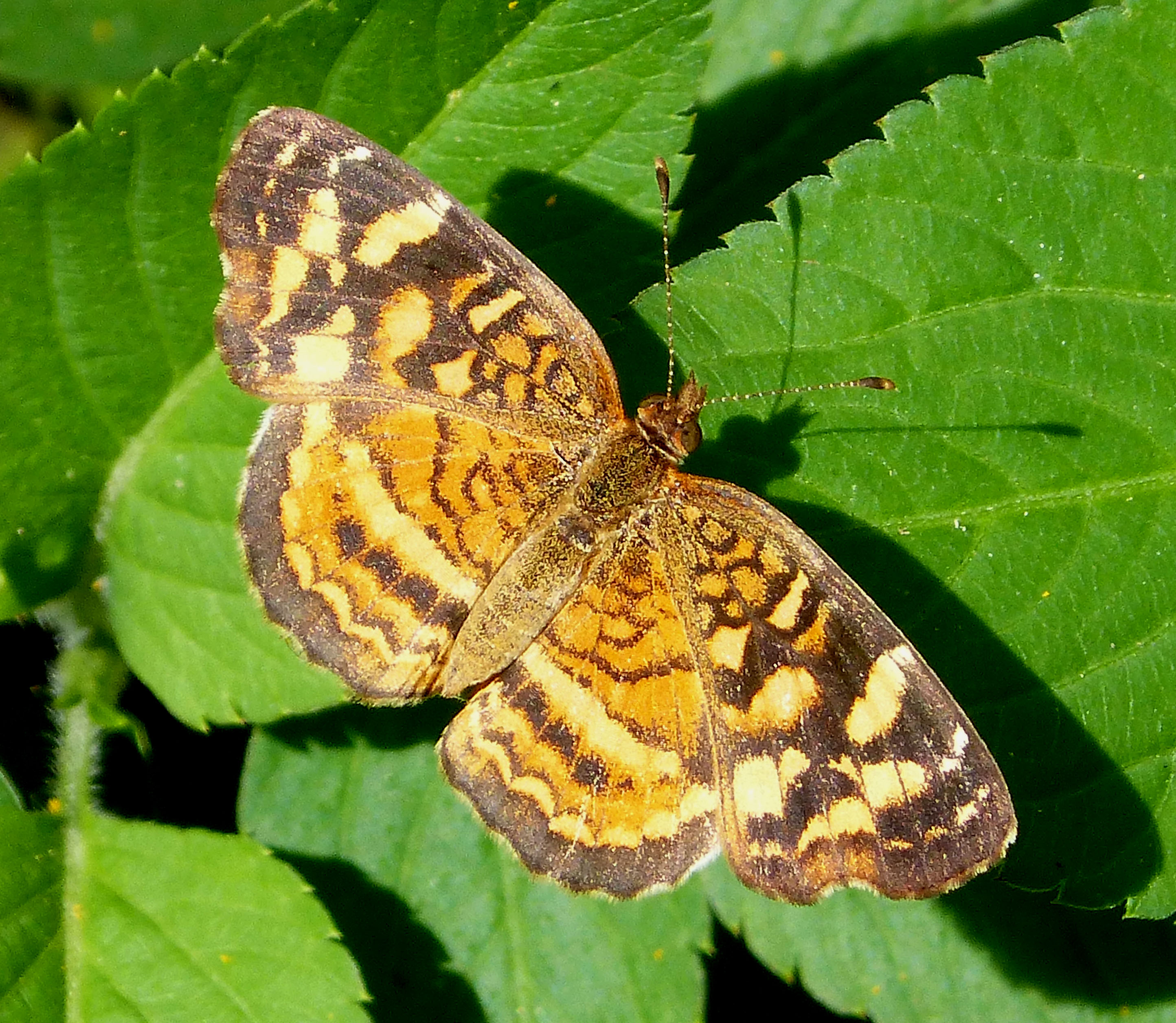
Anthanassa frisia
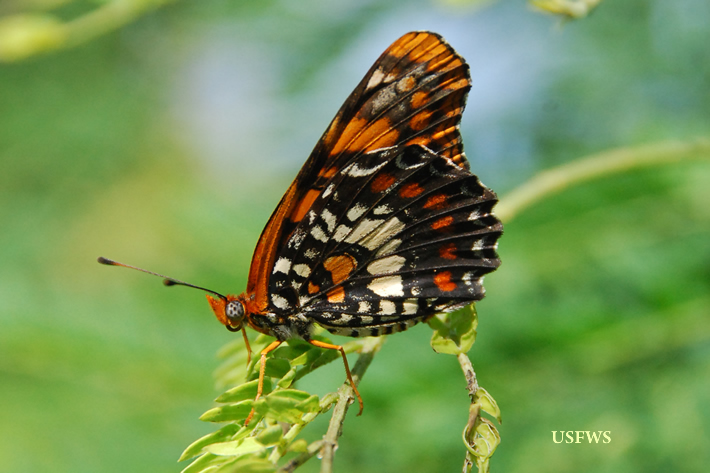
Atlantea tulita
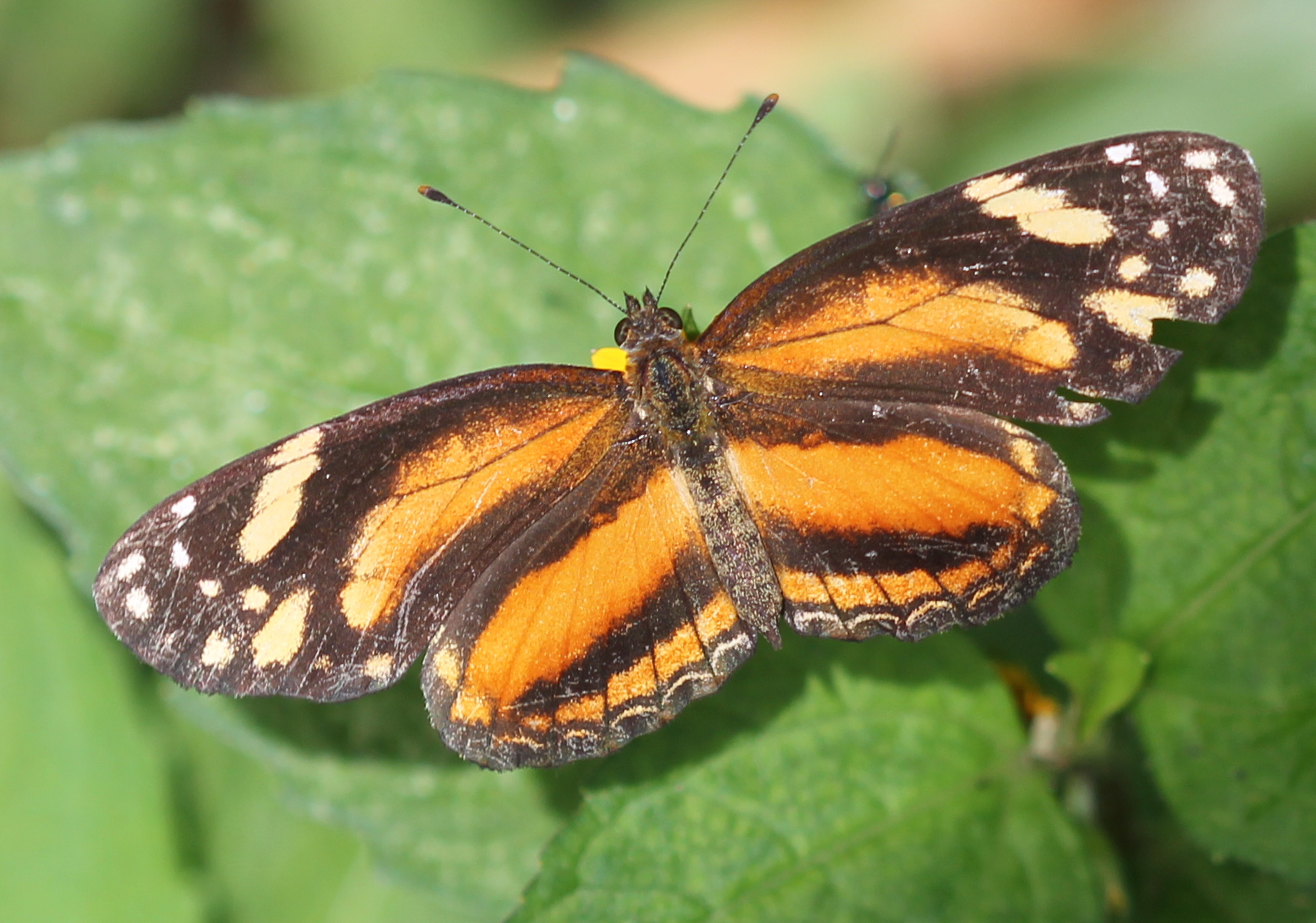
Castilia eranites
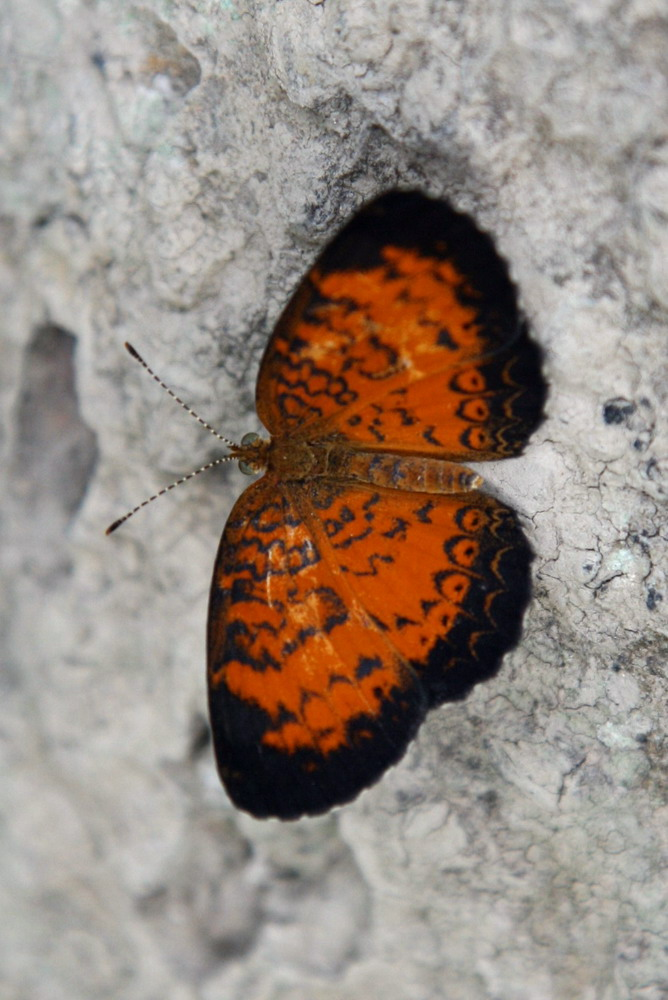
Mazia amazonica
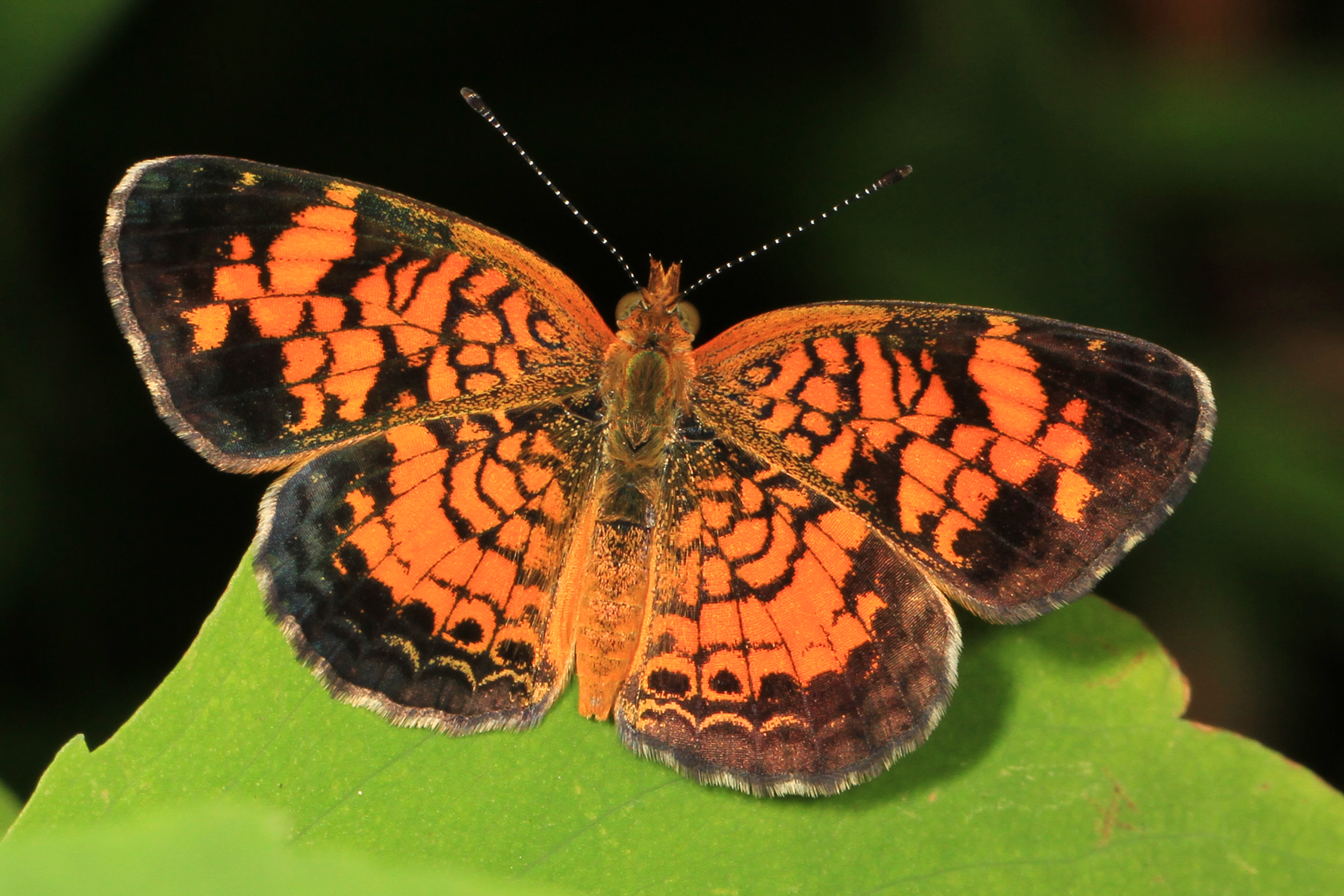
Phyciodes tharos
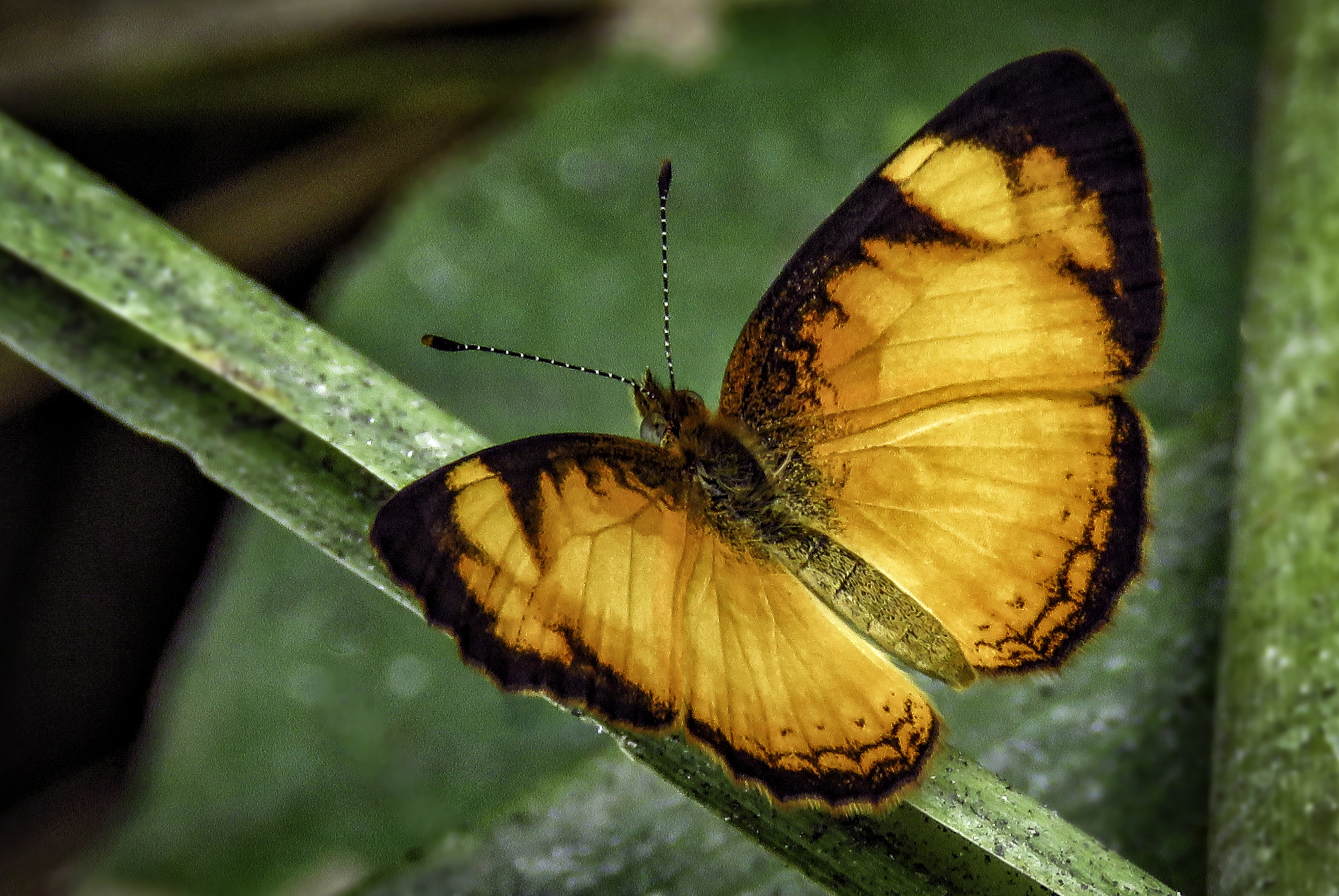
Tegosa claudina
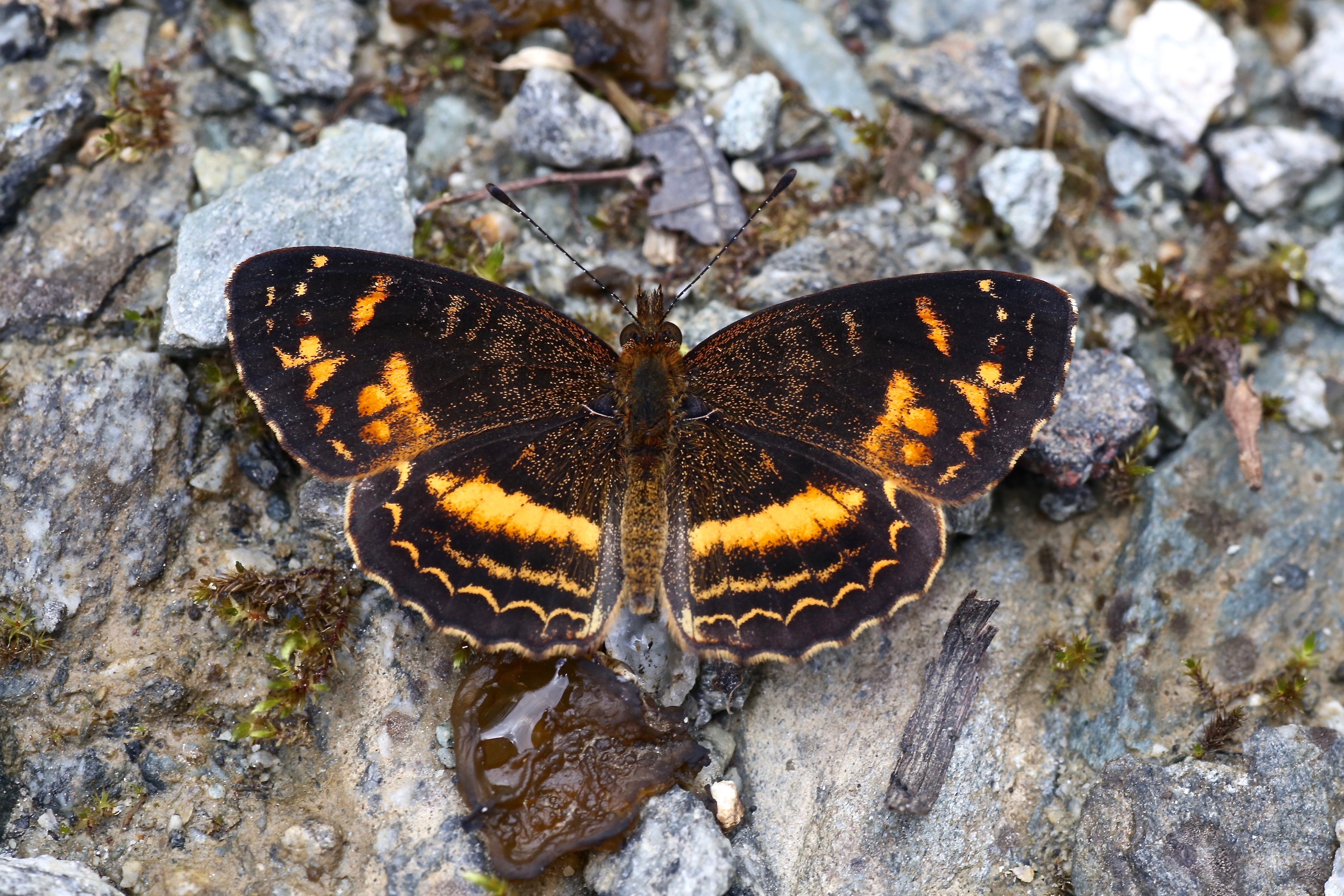
Telenassa berenice
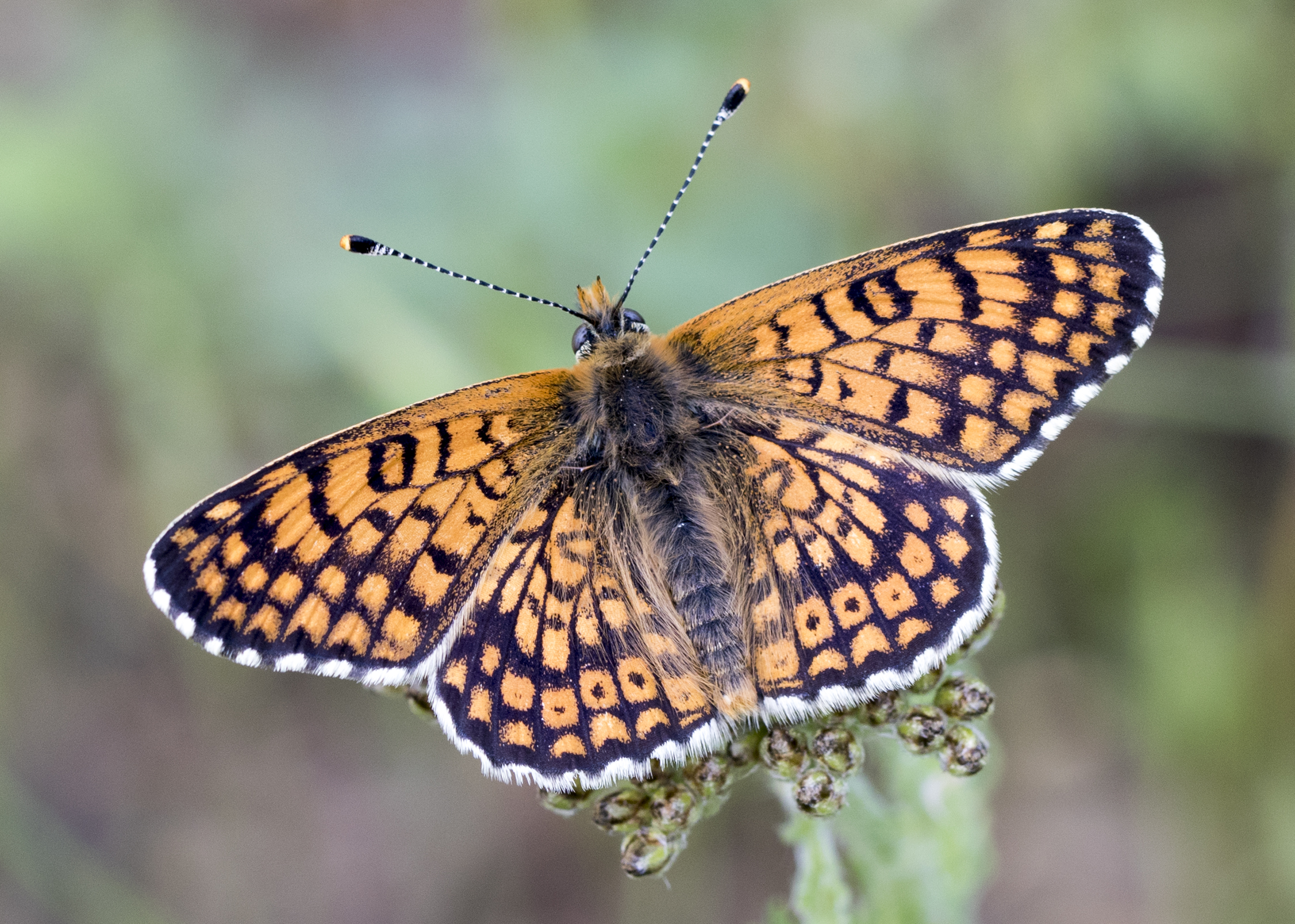
Melitaea cinxia